# Mormia austriaca
Mormia austriaca är en tvåvingeart som beskrevs av Wagner 1975. Mormia austriaca ingår i släktet Mormia och familjen fjärilsmyggor. Inga underarter finns listade i Catalogue of Life.